# Reflexe (filozofie)
Reflexe (z lat. reflexio, obrácení zpět, odraz) znamená ve filozofii obrácení pozornosti od vnějších předmětů ke vnímání, poznávání a myšlení samému. Umožňuje člověku zaujímat jistý odstup vůči vlastním myšlenkovým pochodům – proto se v běžné řeči reflexe často chápe jako jakékoli rozvažování vůbec – zároveň však znamená i ztrátu bezprostřednosti. Tato charakteristická schopnost člověka je ústředním tématem novověké filozofie, zejména kritické filozofie, epistemologie a fenomenologie.
Pokud se tématem reflexe stává vlastní já, hovoří se o sebereflexi, hranice ovšem není nijak ostrá.

## Starší filozofie
I když pojem reflexe vnikl až ve středověku, téma se objevuje již u starověkých filozofů: tak Platón mluví o „poznávání poznání“. Aristotelés v úvahách o štěstí ukazuje, jak je člověku milé uvědomovat si, že žije a že jest:
Je-li tedy život sám o sobě dobrý a žádoucí, a když si pak vidoucí uvědomí, že vidí, slyšící, že slyší, jdoucí, že jde a když máme i pro všechny ostatní činnosti vědomí, že jsme činní, takže vnímáme, že vnímáme, a myslíme, že myslíme, je to pro nás známka, že jsme.
Aristotelés, Etika Nikomachova IX.9., 1170a25 a násl.
V tomto citátu je tak už naznačena možnost pozdějšího reflexivního „obratu k sobě“, jak ji ve slavném cogito provedl Descartes. U Aristotela se však myšlenka objevuje v souvislosti s přátelstvím, „společenstvím mluvení a myšlení“ a překračuje tak hranice pouze vnitřní reflexe osamělého subjektu.
V novoplatónismu se pro reflexi užívá řecký pojem epistrofé, „návrat, obrácení“, což je důležitý pojem u Prokla. Tento pojem pak Tomáš Akvinský překládá do latiny jako reflexio.

## Novověká filozofie
Descartův obrat k vlastnímu myšlení jako poslední jistotě myslícího člověka podstatně určil další vývoj západní filozofie. Scholastický pojem reflexe se už v 16. a 17. století rozšířil do běžné řeči ve francouzštině (réflection) a v angličtině (reflection) ve významu „přemýšlení, rozvažování“. Do filozofie jej znovu zavedl John Locke v Eseji o lidském rozumu (1690) a učinil klíčovým pojmem novověké filozofie. Locke rozlišuje mezi vnímáním vnějších předmětů a vnímáním vnitřních pochodů vlastní duše, jako je „vnímání, myšlení, pochybování, věření, zdůvodňování, vědění, chtění“ nebo pocitů spokojenosti a nespokojenosti. Když je rozum sleduje, vytváří si o nich jisté představy, podobné těm, jež máme o vnějších předmětech. Ačkoli se toto poznávání neděje prostřednictvím některého ze smyslů, probíhá podobně a lze tedy hovořit o jakémsi „vnitřním smyslu“.
Francouzští myslitelé François Fénelon a Jean-Jacques Rousseau si všimli, že reflexe nad něčím znamená vytvoření představy a ovšem také zaujetí jistého odstupu a v důsledku toho ztrátu bezprostřednosti. „Stav reflexe je proti přírodě“ Naproti tomu Johann Gottfried Herder zdůraznil, že reflexe je odkázána na jazyk, protože právě pouze jazyk dokáže z „oceánu vjemů“ vystihnout a podržet stálé momenty, o nichž je možné přemýšlet. Díky jazyku se také může uchovávat již dosažené poznání.
Immanuel Kant věnoval pojmu reflexe rozsáhlý dodatek k „transcendentální analytice“ v Kritice čistého rozumu , kde si všímá dvojznačnosti tohoto pojmu. Zatímco Leibniz jej úplně oddělil od smyslových obsahů a tím vyprázdnil, u Locka se reflexivní představy (rozumové pojmy) až příliš podobají smyslovým, takže se mu rozpadla jednota rozumu. Proto je podle Kanta zapotřebí transcendentální reflexe, která nalezne podmínky, za nichž naše pojmy mohou vznikat, a pak také rozliší, které se vztahují k vnějším smyslovým předmětům a které k pojmům rozumu.
Pro Fichta je reflexe vedle úsilí (Streben) jedním ze sloupů svobodné činnosti ducha, která ovšem převážně rozděluje. Podle Schellinga je sice reflexe charakteristikou člověka, ale protože „rozdvojuje“, je také „nemocí ducha“. Už v roce 1802 charakterizoval Hegel celou novější filozofii jako „reflexivní filozofii subjektivity“ a reflexe je pak podstatným tématem jeho Logiky i Fenomenologie ducha.
Proti pokusům chápat samu reflexi jako empirický předmět, přístupný vnějšímu pozorování a zkoumání („psychologismus“), namítl Franz Brentano, že „vnitřní vnímání (innere Wahrnemung) … se nikdy nemůže stát vnitřním pozorováním“, neboť pozorující a pozorované spadají v jedno. Na tento náhled navázal Edmund Husserl a jeho fenomenologie. Podle Husserla je reflexe „metodou vědomí k poznávání vědomí vůbec“ a protože předmětem vědecky přesné filozofie mohou být pouze obsahy vědomí, je univerzální filozofickou metodou.
Vůči této „redukci na čistou subjektivitu“ se postavil Maurice Merleau-Ponty: reflexe podle něho vždy narazí na jistou „neprůhlednost světa“.
„To, co je dáno, není ani vědomí, ani čisté bytí, nýbrž – jak už Kant hluboce nahlédl – zkušenost, to jest komunikace konečného subjektu s neprůhledným bytím, z něhož se sice sám vynořuje, zároveň však v něm zůstává zapleten."
Také Heideggerovo dílo Bytí a čas lze chápat jako pokus o překonání tohoto descartovského rozdvojení výchozími pojmy pobyt a bytí na světě i následnou analýzou pobytu. V další fázi svého myšlenkového vývoje po „obratu“ (die Kehre) pak často dával přednost výkladu básnické řeči, která nepodlehla rozdvojujícím účinkům reflexe. Něco jako snaha o bezprostřednost vůči „síle národního hnutí“ se možná podílela i na jeho chvilkovém poblouzení nacismem v roce 1933: reflexe přišla za několik měsíců, nicméně na čas jako kdyby byla vyřazena.
Ve Filozofickém diskurzu moderny se Jürgen Habermas vrací k Aristotelovu momentu reflexe jako sdílené. "Reflexe už ovšem není věcí poznávajícího subjektu, který by se obracel sám k sobě jako k předmětu. Na místo této před-řečové osamělé reflexe nastupuje vrstvení diskurzu a jednání, zabudované do komunikativního jednání."

## Reflexe a reflexivita v sociologii
V teorii systémů německého sociologa Niklase Luhmanna hraje důležitou roli reflexe jako jistý druh autoreference, v níž systém zakládá své operace na rozdílu mezi sebou a svým okolím. Díky tomu se může z tohoto okolí vydělit a autopoieticky budovat, sám si vybírat podněty z okolí. I jinde ve společenských vědách se dnes často používá označení „reflexivní modernita“ (Ulrich Beck) pro takové myšlení o společnosti, které si uvědomuje svou vlastní podmíněnost i historii a zejména rizika, před nimiž stojí.